# Windows Internal Database
Windows Internal Database 是 Microsoft SQL Server 2005 Embedded Edition (SSEE) 的替代名稱，它是被用在微軟內部的服務或組件中，儲存必要資料的一種資料庫，它與 SQL Server Express 相當類似，不過它只供給微軟的軟體自行管理，像是 Windows SharePoint Services 3.0、Windows Software Update Services 3.0 與 Windows Server 2008 均可以看到它的蹤跡。
對它有興趣的開發人員，可以利用\\.\pipe\mssql$microsoft##ssee\sql\query作為伺服器名稱，使用 SQL Server Management Studio Express 來連接到 Windows Internal Database。